# Дилатаційна кардіоміопатія
Дилатаційна кардіоміопатія (застійна міокардіопатія) (ДКМП) — захворювання міокарду з порушенням скоротливої функції серця та дилатацією (розширенням) лівого або/та правого шлуночка.

## Етіологія та патогенез
Можливими причинами є: зловживання алкоголем, зміни в організмі при вагітності та пологах, вплив інфекції, зокрема вірусів, токсичних факторів, а також імунні зсуви в організмі, що характеризуються порушенням функці Т-депресорних клітин, підвищенням рівня циркулюючих імунних комплексів та відкладанням у міокарді імуноглобулінів та комплементу С3.

## Клініка
Клінічно застійна кардіоміопатія проявляється в основному стенокардичним болем у грудній клітці, недостатністю кровообігу, порушеннями серцевого ритму та проводимості та нерідко тромбоемболіями різної локалізації. У початкових стадіях переважають ознаки лівошлуночкової (пізніше правошлуночкової) недостатності.
Перебіг дуже різноманітний — від довгих безсимптомних періодів до швидко прогресуючої серцевої недостатності.

## Лікування
Трансплантація серця. Симптоматичне лікування. Обмеження фізичного навантаження, безсолева дієта, обмеження рідини, серцеві глікозиди, сечогінні засоби, новокаїнамід за показаннями.